# Großharthau
Großharthau là thị trấn nằm ở phía đông bang tự do Sachsen, Đức. Thị trấn này nằm trong huyện Bautzen và nằm phía tây nam củaBautzen.

## Địa lý
Thị trấn nằm phía cạnh bắc của đồi Lausitzer Bergland, gần Bischofswerda.

## Làng
Một số làng thuộc về thị trấn:
- Großharthau
- Bühlau
- Schmiedefeld
- Seeligstadt